# Месеркан
Месеркан (перс. مصرقان) — село в Ірані, у дегестані Дузадж, у бахші Харкан, шахрестані Зарандіє остану Марказі. За даними перепису 2006 року, його населення становило 452 особи, що проживали у складі 143 сімей.

## Клімат
Середня річна температура становить 8,61 °C, середня максимальна – 25,78 °C, а середня мінімальна – -11,09 °C. Середня річна кількість опадів – 253 мм.
| Клімат поселення                              | Клімат поселення | Клімат поселення | Клімат поселення | Клімат поселення | Клімат поселення | Клімат поселення | Клімат поселення | Клімат поселення | Клімат поселення | Клімат поселення | Клімат поселення | Клімат поселення | Клімат поселення |
| Показник                                      | Січ.             | Лют.             | Бер.             | Квіт.            | Трав.            | Черв.            | Лип.             | Серп.            | Вер.             | Жовт.            | Лист.            | Груд.            |                  |
| Середній максимум, °C                         | 3,02             | 4,23             | 6,96             | 14,09            | 19,45            | 24,40            | 25,78            | 25,64            | 21,65            | 16,66            | 10,45            | 4,98             |                  |
| Середня температура, °C                       | −4,03            | −2,82            | −0,1             | 7,03             | 12,40            | 17,34            | 20,51            | 20,36            | 16,39            | 11,38            | 5,20             | −0,29            |                  |
| Середній мінімум, °C                          | −11,09           | −9,88            | −7,18            | −0,03            | 5,33             | 10,27            | 15,25            | 15,08            | 11,14            | 6,11             | −0,08            | −5,57            |                  |
| Норма опадів, мм                              | 30               | 33               | 48               | 42               | 35               | 5                | 2                | 1                | 0                | 10               | 19               | 28               |                  |
| Середньомісячна швидкість вітру, м/с          | 1.33             | 2.25             | 2.66             | 2.84             | 2.49             | 2.21             | 2.18             | 2.09             | 2.01             | 1.93             | 1.62             | 1.57             |                  |
| Середньомісячна сонячна радіація, кДж/м²·день | 8826             | 11543            | 14200            | 17765            | 21844            | 26510            | 25997            | 23615            | 20299            | 14734            | 10528            | 8507             |                  |
| --------------------------------------------- | ---------------- | ---------------- | ---------------- | ---------------- | ---------------- | ---------------- | ---------------- | ---------------- | ---------------- | ---------------- | ---------------- | ---------------- | ---------------- |
| Джерело:                                      |                  |                  |                  |                  |                  |                  |                  |                  |                  |                  |                  |                  |                  |